# Шумакова, Марина Вячеславовна
Марина Вячеславовна Шумакова (урожденная Капустина, род. 22 июля 1983 года в городе Алматы, Казахстан) — мастер спорта Республики Казахстан по настольному теннису, многократная чемпионка Республики Казахстан в одиночном, парном и смешанном разрядах, призёр международных турниров, участница XXIX летних Олимпийских игр Пекин-2008.

## Спортивные достижения
2001, 2002, 2005, 2006 — 1 место на чемпионате Республики Казахстан.
2001 — 1 место в командном разряде на открытом чемпионате России;
2007 — 1 место на спартакиаде Республики Казахстан;
2008 — участница XXIX летних Олимпийских игр Пекин-2008.

## Клубная карьера
2003, 2006—2008 — клуб настольного тенниса «ММК-Олимпия»(Россия).

## Образование
1990—1997 — Средняя школа № 122 города Алматы;
1997—2000 — Спортивная школа ЦСКА;
2000—2002 — Республиканский колледж спорта ЦСКА;
2003—2007 — Алматинский технологический университет;
2008—2010 — Университет «Кайнар».

## Биография
Марина Вячеславовна Шумакова (урожденная Капустина) родилась в городе Алматы 22 июля 1983 года.
Является первой казахстанкой — участницей XXIX летних Олимпийских игр Пекин-2008 по настольному теннису, мастером спорта Республики Казахстан, многократной чемпионкой Казахстана, победительницей международных турниров.
Марина Шумакова пришла в секцию настольного тенниса в 9 лет, к тренеру Шубину Игорю Владимировичу.
В возрасте 11 лет перешла тренироваться к Тимченко Евгению Анатольевичу. С этого периода она одерживала победы на первенствах Казахстана и зачислилась в юношеский состав сборной команды страны.
В 1997 году поступила в спортивную школу ЦСКА и уже через некоторое время приняла участие в своих первых международных соревнованиях — XIII летних Азиатских играх (Таиланд).
В 2001 году Шумакова в составе алматинской команды «Медео», стала обладателем золотой медали открытого чемпионата России. На тех соревнованиях ей удалось обыграть именитых спортсменок из России, призёров чемпионата Европы Анастасию Воронову, Евгению Петухову и Марию Зеленову.
С 2001 по 2007 гг. она выиграла 4 национальных чемпионата и Спартакиаду Казахстана, и начала подготовку к Олимпийскому лицензионному турниру.
С 2003 г. и с 2006 по 2008 г.г. в составе команды «ММК-Олимпия» (Россия) четырежды становилась чемпионом высшей лиги и трижды призёром суперлиги России.
В 2008 году спортсмены национальной сборной Казахстана прилетели в столицу Ирана в город Тегеран для принятия участия в региональном отборочном турнире на XXIX летние Олимпийские игры Пекин-2008 .
На том лицензионном турнире Марина сумела уверенно обыграть соперницу из Ирана Неду Шахсавари со счетом 3:1 и казахстанскую спортсменку Елену Шагарову, тем самым обеспечив себе участие в Олимпийских играх в Пекине.
Летом того же года Шумакова приняла участие в XXIX летних Олимпийских играх в Пекине, где в первом круге уступила спортсменке из Украины, многократной призёрке чемпионатов Европы, мастеру спорта международного класса Маргарите Песоцкой.
Как вспоминает ее личный тренер, заслуженный тренер Республики Казахстан Евгений Тимченко: «Ее отличительной особенностью и преимуществом было то, что она является леворукой спортсменкой, а это всегда неудобно для соперников. Она обладает такими игровыми качествами как — тайминг, видение стола, понимание игры. У нее хорошая подача, острый и скоростной топ-спин справа. Многие сегодня уже и не помнят, но Марина могла еще раньше принять участие в Олимпийских играх, которые проходили в Афинах в 2004 году. Но на взлёте своей спортивной карьеры Марина сообщила мне, что находится „в интересном положении“ и мы прекратили подготовку к Олимпийским играм. Я с уверенностью могу сказать, что она является одной из самых талантливых и дисциплинированных спортсменок за всю мою тридцатилетнюю тренерскую деятельность». 
С 2015 года Марина Шумакова проживает в США, работает в фитнес индустрии и является сертифицированным персональным тренером. В том же году она подписывает двухлетний рекламный контракт с компанией «Killerspin», специализирующаяся на производстве спортивной экипировки и инвентаря для настольного тенниса.